# (30558) Jamesoconnor
(30558) Jamesoconnor est un astéroïde de la ceinture principale.

## Description
(30558) Jamesoconnor est un astéroïde de la ceinture principale. Il fut découvert le 16 juillet 2001 à la station Anderson Mesa par le programme LONEOS. Il présente une orbite caractérisée par un demi-grand axe de 2,22 UA, une excentricité de 0,21 et une inclinaison de 6,5° par rapport à l'écliptique.

## Compléments